# Gyrtona yucca
Gyrtona yucca är en fjärilsart som beskrevs av Swinhoe 1893. Gyrtona yucca ingår i släktet Gyrtona och familjen nattflyn. Inga underarter finns listade i Catalogue of Life.